# Jordanoleiopus fuscosignatipennis
Jordanoleiopus fuscosignatipennis är en skalbaggsart som beskrevs av Stefan von Breuning 1971. Jordanoleiopus fuscosignatipennis ingår i släktet Jordanoleiopus och familjen långhorningar. Inga underarter finns listade i Catalogue of Life.